# Guglielmo Epifani

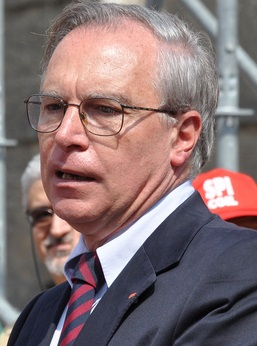
Guglielmo Epifani (2009)

Guglielmo Ettore Epifani (* 24. März 1950 in Rom; † 7. Juni 2021 ebenda) war ein italienischer Politiker und Gewerkschafter. Er war von 2002 bis 2010 Chef der linken Gewerkschaft CGIL und vom Mai bis Dezember 2013 Vorsitzender des sozialdemokratischen Partito Democratico (PD).

## Leben
Epifani wuchs in Rom und Mailand auf. Nach dem Abitur 1969 studierte er Philosophie an der Universität La Sapienza in Rom, 1973 schloss er sein Studium ab.
Nach Beendigung seines Studiums trat Epifani in den Gewerkschaftsbund CGIL ein und war für diesen auch beruflich tätig, unter anderem als Leiter des Verlags der Gewerkschaft, Esi. 1979 wurde er stellvertretender Generalsekretär der Abteilung des CGIL für Druck und Papier. Ab 1990 war er Mitglied des Sekretariats (des Vorstands) der CGIL, 1993 wurde er stellvertretender Generalsekretär zunächst unter Bruno Trentin und ab 1994 unter Sergio Cofferati. Diesen löste er 2002 als Generalsekretär ab und übte dieses Amt bis 2010 aus. Epifani war der erste Sozialist an der Spitze der CGIL seit deren Wiederbegründung 1944.

## Politische Karriere
Epifani war zunächst Mitglied des Partito Socialista Italiano, nach dessen Zerfall der Democratici di Sinistra und schließlich des Partito Democratico. Am 11. Mai 2013 wurde Epifani vom Parteitag des PD als Nachfolger des zurückgetretenen Pierluigi Bersani mit 85,8 Prozent der Stimmen zum Sekretär (Vorsitzenden) gewählt.
Seit den Parlamentswahlen in Italien 2013 gehörte Epifani der Abgeordnetenkammer an und war dort Vorsitzender des Ausschusses für Wirtschaft, Handel und Tourismus. In Unstimmigkeit mit der Parteiführung durch Matteo Renzi verließ er 2017 den PD und trat der Partei Articolo 1 bei. Bei den Parlamentswahlen 2018 zog er mit der Koalition Liberi e Uguali erneut in die Abgeordnetenkammer ein.